# Collenberg
Collenberg er en kommune i Landkreis Miltenberg i Regierungsbezirk Unterfranken i den tyske delstat Bayern.

## Geografi
Collenberg ligger ved floden Main 13 km fra Miltenberg og 18 km fra Wertheim 

Main danner grænse til delstaten Baden-Württemberg og på den modsatte bred ligger byen Freudenberg, som der er bro til ved landsbyen Kirschfurt.

## Historie
Kommunen blev dannet ved områderefornmen i 1971 ved en sammenlægning af kommunerne Fechenbach, Kirschfurt og Reistenhausen.